# Новониколаевка (Барабинский район)
Новониколаевка — деревня в Барабинском районе Новосибирской области. Административный центр Новониколаевского сельсовета.

## География
Площадь деревни — 1564 гектара

## Население
| 2002 | 2007 | 2010 |
| ---- | ---- | ---- |
| 634  | ↘549 | ↘416 |

## Инфраструктура
В деревне по данным на 2007 год функционируют 1 учреждение здравоохранения, 2 образовательных учреждения.